# Uramya insolita
Uramya insolita är en tvåvingeart som beskrevs av Guimaraes 1980. Uramya insolita ingår i släktet Uramya och familjen parasitflugor. Inga underarter finns listade i Catalogue of Life.